# Avec les pires intentions
Avec les pires intentions (titre original Con le peggiori intenzoni) est un roman d'Alessandro Piperno publié en France par les Éditions Liana Levi en 2005 puis en livre de poche dans la collection Folio (Gallimard). Il est traduit de l'italien par Fanchita Gonzalez Batlle. Bien que premier roman de l'auteur, il s'agit de son deuxième livre.

## Parution en France
- Con le peggiori intenzioni (2005) Avec les pires intentions, traduit par Fanchita Gonzalez Batlle, Paris, Éditions Liana Levi, 2005, 360 p.  (ISBN 2-86746-395-5) ; réédition, Paris, Gallimard, coll. « Folio » no 4611, 2007, 439 p.  (ISBN 978-2-07-034740-7) ; réédition, Paris, Éditions Liana Levi, coll. « Piccolo » no 128, 2016, 390 p.  (ISBN 978-2-86746-796-7)

## Traductions
- Edition originale, Con le peggiori intenzioni, Mondadori (2005) 
  - Avec les pires intentions,  Liana Levi (2005)
  - Mit bösen Absichten, S.Fischer (2006)
  - The Worst Intentions, Europa (2007)

## Contexte
Le narrateur, Daniel Sonnino, né en 1970, dépeint successivement les membres de sa famille, allant de son grand-père paternel, membre éminent de la bourgeoisie juive romaine de l'après guerre ayant échappé à la déportation, jusqu'à lui-même. Le roman se compose ainsi d'abord comme une chronique familiale,, entrecoupé de commentaires et d'anecdotes du narrateur, pour finalement migrer vers un récit autobiographiques dans lequel Daniel revient sur son adolescence, et plus particulièrement sur son amour de jeunesse, Gaïa Cittadini.
Comparé par l'auteur lui-même au roman Portnoy et son complexe de Philip Roth, le livre présente en effet de nombreuses similitudes avec ce dernier,, aussi bien entre les narrateurs (âge de trente-trois ans, famille juive, dévalorisation constante, fétichisme des sous-vêtements, etc) qu'entre les thèmes traités (rapport au judaïsme et à l’État d'Israël, adolescence, masturbation et frustrations sexuelles, etc).
Lors de sa sortie en Italie, le roman est applaudi par certains, mais vivement critiqué par d'autres,.

## Résumé
Daniel Sonnino est un universitaire de trente-trois ans nouvellement connu pour un essai intitulé Tous les juifs antisémites. D'Otto Weininger à Philip Roth. Dans une première partie intitulée Comment ont vécu les Sonnino, Daniel retrace l'arbre généalogique de sa famille, dans laquelle la figure de son grand-père Bepy - dont le décès et l'enterrement constituent la matière des deux premiers chapitres - semble vivre au travers de chacun des membres la constituant. 
Le récit est souvent décousu et juxtapose des épisodes tirées d'époques différentes. Relatant par exemple l'enfance de son père Luca et de son oncle Teo, tous deux victimes dans leur développement personnel des névroses de leur père, Daniel en profite pour raconter des récits personnels, comme ses souvenirs de vacances à Tel Aviv, chez son oncle. La quatrième section de la première partie, Djihad conjugal, se consacre au mariage de ses parents, union désapprouvée d'un homme juif et d'une femme catholique, et du scandale provoquée par la rencontre de Bepy avec Alfio Bonanno, grand-père maternel du narrateur. Le dernier chapitre alterne entre l'âge d'or - puis la décadence - de la collaboration entre Bepy et son associé d'alors - Nanni Cittadini - et la description du foyer familial dans lequel Daniel a grandi, au milieu d'un père flambeur et d'une mère désabusée par la faillite de sa belle famille. 
La deuxième partie du roman, de même longueur que la première, s'intitule Quand l'envie de classe a dégénéré en amour désespéré. 
Alors qu'il effectue un trajet de Pittsburgh à New-York pour retrouver un ancien camarade de lycée - Giorgio Sevi - Daniel reçoit un coup de téléphone de son père lui apprenant la mort de Nanni Cittadini. Après une rencontre catastrophique avec Girgio, Daniel prend l'avion pour traverser l'Atlantique afin d'assister à l'enterrement de Nanni. Ce voyage est l'occasion pour lui de se remémorer ses années d'adolescent malmené par son amour malheureux pour la petite fille de Nanni, Gaïa Cittadini, seul motif pour lequel Daniel assiste à l'enterrement d'un homme qu'il dit avoir haï depuis l'âge de huit ans... 

## Personnages
- Giuseppe Sonnino, dit Bepy : patriarche de la famille Sonnino. Il fait d'abord fortune dans le textile avant de faire faillite au début des années quatre-vingt et de s'exiler un temps aux États-Unis pour échapper à ses créanciers.
- Ada Sonnino : femme de Bepy et matriarche de la famille Sonnino.
- Luca Sonnino : premier fils de Bepy. Né albinos, Luca est élevé par Bepy dans l'idée que sa particularité physique le destine à une immense réussite.
- Lorenzo Sonnino : premier fils de Luca et frère aîné de Daniel.
- Daniel Sonnino : Narrateur. Fils de Luca et petit fils de Bepy. Né en 1977, Daniel a trente-trois ans au moment où il écrit. Il fait carrière à l'université et il est l'auteur d'un essai médiatisé.
- Teo Sonnino : deuxième fils de Bepy. Contrairement à son frère Luca, Teo ne se reconnait pas dans la passion pour le luxe de son père.
- Micaela Sonnino, né Salzman : épouse de Teo et mère de Gabriele. Fille de Russes émigrés en Israël en 1949.
- Gabriele Sonnino, dit Lele, fils de Teo et de Micaela.
- Giovanni Cittadini, dit Nanni : ami de la famille Sonnino. Il collabore dans sa jeunesse avec Bepy pour l'ouverture du premier magasin de textiles en gros de la capitale.
- Sofia Cittadini, né Altavillat : épouse de Nanni. Son nom de jeune fille revêt un tel prestige que Nanni lui-même se prend à se présenter comme "Giovanni Altavillat".
- Ricardo Cittadini, dit Ricky : fils de Nanni. Ricky est le père de Giacomo et Gaïa.
- Giacomo Cittadini : fils de Ricky et petit-fils de Nanni.
- Gaïa Cittadini : fille de Ricky et petite-fille de Nanni. À l'inverse de son frère Giacomo, Gaïa est adulée par son grand-père.
- Giorgio : camarade de lycée de Daniel.

## Distinctions
- Prix Campiello Premier Roman 2005[6]
- Prix Viareggio Premier Roman 2005[7]